# 山下清海
山下 清海（やました きよみ，YAMASHITA Kiyomi，1951年 - ）は，日本の地理学者。筑波大学名誉教授。日本華僑華人学会元会長。理学博士。専門は人文地理学，エスニック地理学，華僑・華人研究，東南アジア・中国研究（特にフィールドワークによる世界各地のチャイナタウンの研究）。福岡市出身。

## 略歴
- 1970年　福岡県立修猷館高等学校卒業
- 1975年　東京教育大学理学部地学科地理学専攻卒業
- 1978-1980年　南洋大学地理系留学（シンガポール）文部省アジア諸国等派遣留学生
- 1982年　筑波大学大学院博士課程地球科学研究科地理学・水文学専攻修了，（1986年）理学博士
- 1992年 - 1997年　秋田大学教育学部　講師・助教授・教授
- 1997年 - 2004年　東洋大学国際地域学部　教授
- 2004年 - 2017年　筑波大学生命環境系　地球環境科学専攻　教授（旧，大学院生命環境科学研究科地球環境科学専攻）
- 2017年 - 2022年　立正大学地球環境科学部地理学科　教授
- 2017年 - 現在　筑波大学名誉教授

## 著書
※新しい順。

### 単著
- 『日本人が知らない戦争の話－アジアが語る戦場の記憶』筑摩書房（ちくま新書）　2023年7月

- 『華僑・華人を知るための52章』明石書店（エリア・スタディーズ196）　2023年4月

- 『横浜中華街 ― 世界に誇るチャイナタウンの地理・歴史―』筑摩書房（筑摩選書224）　2021年

- 『世界のチャイナタウンの形成と変容 ―フィールドワークから華人社会を探究する』明石書店　2019年
- 『新・中華街 － 世界各地で〈華人社会〉は変貌する』 講談社（選書メチエ632） 2016年
- 『池袋チャイナタウン － 都内最大の新華僑街の実像に迫る』 洋泉社 2010年
- 『東南アジア華人社会と中国僑郷 － 華人・チャイナタウンの人文地理学的考察』 古今書院 2002年
- 『チャイナタウン － 世界に広がる華人ネットワーク』　丸善 2000年
- 『米づくりのむら － 低地の農村に生きる人びと』　小峰書店 1997年
- 『シンガポールの華人社会』 大明堂 1988年
- 『東南アジアのチャイナタウン』 古今書院 1987年

### 共著・編著
- 『世界と日本の移民エスニック集団とホスト社会――日本社会の多文化化に向けたエスニック・コンフリクト研究』 明石書店　2016年
- 『改革開放後の中国僑郷－在日老華僑・新華僑の出身地の変容－』 明石書店 2014年
- 『現代のエスニック社会を探る - 理論からフィールドへ』　 学文社 2011年
- 『エスニック・ワールド － 世界と日本のエスニック社会』 明石書店 2008年
- 『華人社会がわかる本 － 中国から世界へ広がる華人ネットワークの歴史、社会、文化』 明石書店 2005年
- 『華僑・華人事典』　弘文堂 2002年
- 『朝日ジュニアブック　世界の地理』　朝日新聞社 2000年
- 『人文地理学辞典』　朝倉書店 1997年
- 『世界地図を読む － 図説世界地理』　大明堂 1993年
- 『ふるさと日本　カラー版全国市町村大事典　秋田県』 ぎょうせい 1992年
- 『もっと知りたい華僑』 弘文堂1991年

## 論文
- 著書・論文等リスト（清海老師の研究室）

## 受賞歴
- 人文地理学会賞（一般図書部門）2017年
- 日本地理学会賞（著作発信部門）2013年
- 地理空間学会賞（学術賞）2012年
- 日本地理学会賞（優秀賞）2006年